# Liste der Monuments historiques in Écurey-en-Verdunois
Die Liste der Monuments historiques in Écurey-en-Verdunois führt die Monuments historiques in der französischen Gemeinde Écurey-en-Verdunois auf.

## Liste der Objekte
| Bezeichnung                 | Beschreibung                          | Standort                                              | Kennzeichnung | Schutzstatus | Datum | Bild |
| --------------------------- | ------------------------------------- | ----------------------------------------------------- | ------------- | ------------ | ----- | ---- |
| Skulptur Madonna mit Kind   | Holz, farbig gefasst, 18. Jahrhundert | in der Kirche Notre-Dame-de-l’Assomption (Lage)       | PM55001830    | Inscrit      | 1992  |      |
| Skulptur Heiliger Sebastian | Holz, 18. Jahrhundert                 | in der Kirche Notre-Dame-de-l’Assomption (Lage)       | PM55002765    | Inscrit      | 1984  |      |
| Pietà                       | Stein, 15. Jahrhundert                | außen an der Kirche Notre-Dame-de-l’Assomption (Lage) | PM55000232    | Classé       | 1960  |      |